# Berlin-Falkenhagener Feld
Falkenhagener Feld is een stadsdeel van Berlijn en behoort tot het district Spandau. De wijk werd pas gebouwd in de tweede helft van de twintigste eeuw. 

## Ligging
Falkenhagner Feld grenst in het noorden aan Hakenfelde; in het oosten en zuidoosten aan Spandau en in het zuidwesten aan Staaken. In het westen grenst het aan Falkensee in Brandenburg. 

## Geschiedenis
Falkenhagener Feld was oorspronkelijk een gebied dat werd gebruikt voor volkstuinen en landbouw en grenst in het westen aan de oude stad van Spandau, het centrum van het district Spandau. Vanwege de toenmalige woningnood in West-Berlijn werd hier in 1962 begonnen met de bouw van een grote woonwijk. De laatste gebouwen werden voltooid in de jaren 1990. 

## Sport
De plaatselijke voetbalclub is SC Schwarz-Weiss Spandau die in 1953 opgericht werd en in de lagere Berlijnse reeksen speelt. 
Falkenhagener Feld |
Gatow |
Hakenfelde |
Haselhorst |
Kladow |
Siemensstadt |
Spandau |
Staaken |
Wilhelmstadt